# Йеллоунайф
Йе́ллоунайф (англ. Yellowknife; дословно — «жёлтый нож») — город на севере Канады, с 1967 года административный центр Северо-Западных территорий.
Население — 20 340 человек (2021 год).

## Происхождение названия
Название города в переводе с английского означает «жёлтый нож» и происходит от названия племени йеллоунайф, которое так прозвали за умение изготавливать предметы из меди.
Название города на догриб — Sǫǫ̀mbak’è «там, где деньги».

## История
Территория города расположена на земле индейцев, говорящих на языках на-дене. Она стала осваиваться белыми поселенцами в конце 1920-х гг, а сам город образован в середине 1936, став центром золотодобывающей промышленности. Он быстро стал экономическим центром, а с 1967 — столицей Северо-Западных Территорий. 
В 1953 году в городе был образован муниципалитет, ранее с 1939 был административный округ федерального правительства. В 1967 началось телевещание. В 1970 году в городе прошли Первые арктические зимние игры. В 1980-е года, когда запасы золота истощились, город начал терять своё значение как центр горнодобывающей промышленности, и начался отток населения, но в 1991 недалеко от города были найдены алмазы и ситуация стала улучшаться.

## География и климат
Йеллоунайф расположен на древних скальных породах Канадского щита на берегу залива Норт-Арм Большого Невольничьего озера.
Рельеф слегка холмистый, очень каменистый; помимо Большого Невольничьего озера здесь расположено множество мелких озёр. Из растительности преобладают канадская ель, берёза, а также небольшие кустарники, однако встречаются голые каменистые участки с преобладанием лишайников.
Город расположен на высокой широте, что объясняет значительные различия в длительности дня и ночи. Продолжительность светового дня составляет от пяти часов в декабре до двадцати часов в июне. С конца мая до середины июля астрономическая ночь не наступает, всё время от заката до восхода длятся гражданские сумерки.

### Климат
Климат субарктический (Dfc по классификации Кёппена), с сухой морозной зимой и умеренно тёплым и дождливым летом. Город лежит в дождевой тени Скалистых гор, ежегодное количество осадков – менее 300 мм. Благодаря близости к Большому Невольничьему озеру вегетационный период в Йеллоунайфе, когда отсутствуют заморозки, составляет около 100 дней. В отдельные годы заморозки наступают лишь в середине октября. Основное количество осадков выпадает с июня по октябрь, их пик приходится на август. Апрель, напротив, является самым засушливым месяцем. Снег, выпадающий зимой, обычно лежит до весенней оттепели.
Зимы в Йеллоунайфе очень холодные, а лето может быть от умеренного до тёплого. Средняя температура января –26 °C, средняя температура июля 17 °C. Согласно данным Министерства окружающей среды Канады, в Йеллоунайфе самое солнечное лето во всей стране: 1034 солнечных часа с июня по август, а за весь год – 2256,5 часов или 43,5% времени (от 15,4% в декабре до 64% в июне). Рекордные температуры: –51,2 °C (зарегистрирована 31 января 1947 года) и 32,6 °C (зарегистрирована 2 августа 2021 года). Благодаря высоким летним температурам климат Йеллоунайфа, расположенного значительно выше границы леса, резко контрастирует с типичным климатом параллели восточной части Канады.
В 2014 году Министерство окружающей среды Канады объявило Йеллоунайф городом с наиболее холодной зимой и наиболее длительным снежным покровом, а также наиболее солнечным городом Канады весной и летом.
| Показатель                            | Янв.  | Фев.  | Март  | Апр.  | Май   | Июнь  | Июль  | Авг.  | Сен.  | Окт.  | Нояб. | Дек.  | Год    |
| ------------------------------------- | ----- | ----- | ----- | ----- | ----- | ----- | ----- | ----- | ----- | ----- | ----- | ----- | ------ |
| Абсолютный максимум, °C               | 3,4   | 6,2   | 9,3   | 20,3  | 26,1  | 30,3  | 32,5  | 30,9  | 26,1  | 19,0  | 7,8   | 2,8   | 32,5   |
| Средний суточный максимум, °C         | −22,7 | −18,6 | −11,2 | 0,4   | 10,6  | 18,2  | 21,1  | 18,2  | 10,3  | 1,0   | −9,9  | −19,7 | −0,2   |
| Средняя температура, °C               | −26,8 | −23,4 | −17,3 | −5,3  | 5,6   | 13,5  | 16,8  | 14,2  | 7,1   | −1,7  | −13,8 | −23,7 | −4,6   |
| Средний суточный минимум, °C          | −30,9 | −28,1 | −23,3 | −11   | 0,5   | 8,7   | 12,4  | 10,3  | 3,8   | −4,4  | −17,7 | −27,7 | −9     |
| Абсолютный минимум, °C                | −51,2 | −51,2 | −43,3 | −40,6 | −22,8 | −4,4  | 0,6   | −0,6  | −9,7  | −28,9 | −44,4 | −48,3 | −51,2  |
| Среднее число солнечных часов в день  | 1,5   | 3,5   | 6,1   | 9,0   | 10,9  | 12,7  | 11,9  | 9,2   | 5,2   | 2,0   | 1,4   | 0,8   | 6,2    |
| Среднее число солнечных часов в месяц | 50,6  | 107,3 | 188,4 | 276,4 | 335,7 | 373,8 | 358,0 | 276,2 | 157,7 | 65,0  | 42,7  | 24,6  | 2256,5 |
| Среднее число дней с осадками         | 11,1  | 9,3   | 8,6   | 4,8   | 5,7   | 7,0   | 9,5   | 11,2  | 12,2  | 13,7  | 14,6  | 11,5  | 119,2  |
| Норма осадков, мм                     | 14,1  | 12,9  | 13,4  | 10,8  | 19,1  | 26,9  | 35,0  | 40,9  | 32,9  | 35,0  | 23,5  | 16,3  | 280,7  |
| Средняя влажность, %                  | 68,5  | 64,4  | 56,5  | 52,8  | 46,0  | 45,3  | 49,0  | 57,1  | 64,7  | 75,9  | 80,7  | 73,0  | 61,2   |
| Источник: Environment Canada          |       |       |       |       |       |       |       |       |       |       |       |       |        |

### Городской ландшафт
Как и в других канадских городах, в Йеллоунайфе чётко выделяются торговые, промышленные и жилые районы. К последним относят Фрейм-лейк, Найвен-лейк, Рейндж-лайк и Старый Город. Часть населения проживает в высотных зданиях в историческом центре. Найвен-лейк – единственный район, где ведётся активное строительство. Коммерческая активность сосредоточена в историческом центре города, а также частично в районе Рейндж-лейк. Промышленные районы расположены в Кам-лейк и рядом с аэропортом.

### Плавучие дома
В заливе Йеллоунайф расположен остров Джоллифф, который является общедоступным и относится к юрисдикции города. Остров был выкуплен городом после того, как оттуда ушла компания Imperial Oil. Вокруг острова расположилась колония плавучего жилья, в котором люди проживают без удобств с 1978 года. Отношения жителей колонии с администрацией города — сложные и натянутые: с одной стороны, плавучая колония является туристической достопримечательностью, с другой — её обитатели пользуются городскими сервисами, не платя налогов, что приводит к конфликтам и судебным искам со стороны города.

## Население
По данным переписи 2011 года, в Йеллоунайфе проживало 19 234 человека, из них:
- белых — 67,9 %;
- индейцев — 18,3 %;
- эскимосов — 3,5 %;
- азиатов — 7,2 %;
- негров — 1,7 %.

82 % горожан говорят дома на английском языке, 4 % — на французском, около 5 % — на индейских и эскимосско-алеутских.
Среднегодовой доход на душу населения — 57 246 канадских долларов. Средний возраст горожан — 32,2 года. Уровень преступности значительно превышает средний по Канаде.
Большинство населения проживает в зданиях меньше пяти этажей.
Средний возраст 35,5. Медианный возраст 35,2. Крупнейшая возрастная когорта от 30 до 34 лет
Женатых 35 %. Неженатых 65 %. Средний размер семьи 3 человека.

## Экономика
Йеллоунайф обязан своим появлением месторождениям золота в окрестностях города, но к середине 1990-х они истощились (последняя золотая шахта была закрыта в 2004). В настоящее время основой городской экономики является добыча алмазов. К северо-востоку от города в начале 1990-х годов были открыты крупнейшие в стране месторождения алмазов Дайавик и Экати (разрабатывается с 1998). Также недалеко от города разрабатываются месторождения серебра и урана.
Город также является коммерческим, образовательным, транспортным и административным центром Северо-Западных территорий. Около 1/2 экономически активного населения работают в органах власти различных уровней и в принадлежащих им учреждениях образования и здравоохранения. Школы принадлежат трем школьным округам (общественному, католическому и франкоязычному).
В последние годы всё большую роль в экономике Йеллоунайфа играет туризм (особенно много туристов приезжает из Японии).
Имелись подразделения банков — Имперского банка и банка Торонто.

## Муниципальное управление
Городской совет состоит из мэра и 8 членов, которые переизбираются каждые четыре года. Последние выборы прошли в 2022 году.
Город в территориальном парламенте представлен 7 избирательными округами из 19.

## Транспорт
Городской аэропорт (IATA: YZF, ICAO: CYZF) обслуживает около 400 тысяч пассажиров ежегодно; регулярные рейсы выполняются в Оттаву, Ванкувер, Калгари и Эдмонтон, а также в множество небольших городков северной Канады.
В городе базируется авиакомпания Air Tindi
Вплоть до завершения строительства Йеллоунайфской трассы в 2012 году город не имел круглогодичного сообщения с дорожной сетью Канады.
Общественный транспорт Йеллоунайфа находится под управлением организации Yellowknife Transit и представлен двумя постоянными и одним летним автобусными маршрутами (понедельник—суббота, с 6.30 до 19.30).